# Dicranomyia (Dicranomyia) theowaldi
Dicranomyia (Dicranomyia) theowaldi is een tweevleugelige uit de familie steltmuggen (Limoniidae). De soort komt voor in het Palearctisch gebied.